# Апанека
Апанека (исп. Apaneca) — муниципалитет в департаменте Ауачапан на западе Сальвадора. Статус малого города с 1890 года; города — с 2002 года. Мэр — Осмине Гусман.
Территория — 45,13 км².  Население — 8 383 чел. (2014). Святой покровитель — святой Андрей Первозванный, чей праздник отмечается 30 ноября.
Город расположен на вулканическом хребте Апанека-Льяматепека, между высотами Апанека или Чичикастепеке, Ла-Койотера, Лос-Альпес, Лас-Нинфас, Лагуна-Верде, Оро-и-Тезисаль или Эль-Серрито. Средняя высота в городе составляет 1470 м.
Название Апанека происходит от науатльского слова «апанехекат», то есть «подобный ветру» или «там, где много бурь».
Впервые Апанека упоминается в 1550 году. В то время здесь проживали 500 человек. В 1576 году, по свидетельству Диего Гарсия де Паласио, в Апанеке был холодный климат, что не мешало колонизаторам выращивать пшеницу и фрукты. В 1577 году деревня перешла во владение монахов-францисканцев из Сонсонате.
В 1770 году деревня перешла в ведение Педро Кортес-и-Ларраса, архиепископа Гватемалы. В то время здесь проживали уже более 700 человек, большая часть из которых была индейцами. Жители говорили на пипиль, хотя все понимали испанский.
Во время республики, Апанека 12 июня 1824 года была включена в состав департамента Сонсонате. В 1859 году переведена в состав департамента Санта-Ана. Тогда здесь уже проживали 1448 человек. В деревне действовала музыкальная школа. Главной сельскохозяйственной культурой стал кофе.
Указом 1864 года деревня снова вошла в состав департамента Сонсонате. В 1869 году переведена в состав департамента Ауачапан. Декретом от 27 апреля 1893 года деревня Апанека получила статус малого города (исп. villa). С 2002 года является городом (исп. ciudad).
Апанека входит в число городов туристического тура «Рута де ла Флорес». Достопримечательностями города являются церковь Святого Андрея, городище Санта-Летисия (расположено на кофейной ферме крупного предпринимателя и политика Рикардо Вальдивьесо), вулканические озёра Лагуна-Верде и Лас-Нинфас.